# Polen op de Olympische Winterspelen 1932
Tijdens de Olympische Winterspelen van 1932, die in Lake Placid (Verenigde Staten) werden gehouden, nam Polen voor de derde keer deel.

## Deelnemers en resultaten

### Langlaufen
| Olympiër           | Discipline | Resultaat | Prestatie |
| ------------------ | ---------- | --------- | --------- |
| Bronisław Czech    | 18 km (m)  | 18e       | 1:36.37   |
| Stanisław Marusarz | 18 km (m)  | 27e       | 1:39.56   |
| Zdzisław Motyka    | 18 km (m)  | 32e       | 1:41.58   |
| Zdzisław Motyka    | 50 km (m)  | dnf       | opgave    |
| Stanisław Skupień  | 18 km (m)  | 31e       | 1:41.48   |
| Stanisław Skupień  | 50 km (m)  | dnf       | opgave    |

### Noordse combinatie
| Olympiër           | Discipline | Resultaat | Prestatie                                                          |
| ------------------ | ---------- | --------- | ------------------------------------------------------------------ |
| Bronisław Czech    | mannen     | 7e        | 392,00 punten 18 km: 195,00 (1:36.37) schans: 197,00 (51,0+50,0 m) |
| Andrzej Marusarz   | mannen     | 19e       | 335,10 punten 18 km: 147,00 (1:47.17) schans: 188,10 (45,0+50,0 m) |
| Stanisław Marusarz | mannen     | 27e       | 308,05 punten 18 km: 179,25 (1:39.56) schans: 128,80 (50,0+49,0 m) |

### Schansspringen
| Olympiër           | Discipline | Resultaat | Prestatie                  |
| ------------------ | ---------- | --------- | -------------------------- |
| Bronisław Czech    | mannen     | 12e       | 200,7 punten (56,0+60,0 m) |
| Stanisław Marusarz | mannen     | 17e       | 192,5 punten (55,0+53,0 m) |
| Andrzej Marusarz   | mannen     | 22e       | 185,9 punten (51,5+54,0 m) |

### IJshockey
| Olympiër | Discipline | Resultaat | Prestatie |
| --- | ---------- | --------- | --- |
| Adam Kowalski Aleksander Kowalski Włodzimierz Krygier Witalis Ludwiczak Czesław Marchewczyk Kazimierz Materski Albert Mauer Roman Sabiński Kazimierz Sokołowski Józef Stogowski | mannen     | 4e        | finaleronde: 1 - 2 Polen - Duitsland 1 - 4 Polen - Verenigde Staten 0 - 9 Polen - Canada 0 - 5 Polen - Verenigde Staten 0 - 10 Polen - Canada 1 - 4 Polen - Duitsland |

België · Canada · Duitsland · Finland · Frankrijk · Groot-Brittannië · Hongarije · Italië · Japan · Noorwegen · Oostenrijk · Polen · Roemenië · Tsjecho-Slowakije · Verenigde Staten · Zweden · Zwitserland